# Batu (muntanya)
El Batu és un dels pics més alts de les muntanyes Bale, amb una elevació de 4.307 metres, a Etiòpia. Es troba a la regió d'Oròmia, dins del parc nacional de Bale (Bale National Park). Està compost per dos pics, el Tinnish Batu ("Batu petit"), al nord, i el Tilliq Batu ("Batu gran"), al sud. En realitat el Tinnish Batu és més alt. Està separada només per pocs quilòmetres del Tullu Dimtu. El primer europeu a conquerir el Batu fou el professor finès Helmer Smeds, el 1958.